# Ellicott City
Ellicott City é uma Região censo-designada localizada no estado americano de Maryland, no Condado de Howard.

## Demografia
Segundo o censo americano de 2000, a sua população era de 56.397 habitantes.

## Geografia
De acordo com o United States Census Bureau tem uma área de
83,2 km², dos quais 83,0 km² cobertos por terra e 0,2 km² cobertos por água. Ellicott City localiza-se a aproximadamente 130 m acima do nível do mar.

## Localidades na vizinhança
O diagrama seguinte representa as localidades num raio de 12 km ao redor de Ellicott City.